# The Lazy Song
The Lazy Song – trzeci singel amerykańskiego piosenkarza Bruno Marsa, pochodzący z jego pierwszego albumu studyjnego "Doo-Wops & Hooligans". Został wydany 15 lutego 2011, przez Atlantic i Elektra.